# 23.º Troféu HQ Mix
O 23º Troféu HQ Mix, referente aos lançamentos de quadrinhos de 2010, teve seu resultado divulgado em 8 de setembro de 2011. A premiação ocorreu em 16 de setembro, no Teatro SESC Pompeia, em São Paulo.
O troféu (que homenageia um autor diferente a cada ano) representava o personagem Geraldão, do cartunista Glauco. Foi uma homenagem ao autor, assassinado em março de 2010. O troféu foi esculpido pelo artista plástico Olintho Tahara.
Parte das categorias foi escolhida por votação entre desenhistas, roteiristas, professores, editores, pesquisadores e jornalistas ligado à área de quadrinhos no Brasil. O cadastro dos profissionais foi feito através do site do Troféu HQ Mix. Antes do início da votação, os organizadores divulgam uma lista de indicados em cada categoria a ser votada pelos profissionais de quadrinhos. Em 2011, foram sete indicados por categoria. Embora seja permitido aos eleitores escolherem um nome que não esteja entre os indicados, normalmente vence quem está na lista.
Os indicados começaram a ser divulgados pela comissão organizadora entre abril e maio através do blog oficial do evento.

Outros prêmios foram escolhidos pela comissão organizadora do Troféu HQ Mix, formada por Marcelo Alencar (presidente), Andréa de Araújo Nogueira, Benedito Nicolau, Cristina Merlo, Daniela Baptista, Gualberto Costa, Jal, Nobu Chinen, Sam Hart, Silvio Alexandre, Sonia M. Bibe Luyten, Tiago Souza, Waldomiro Vergueiro, Will e Edson Diogo.
O prêmio foi apresentado por Serginho Groisman, com a participação da banda do programa Altas Horas. Também foi realizada a exibição documentário Angeli 24 Horas, de Beth Formaggini. O jornal Folha de S. Paulo, que publicava os trabalhos de Glauco, reimprimiu o encarte Gibi do Glauco (em homenagem ao desenhista) e o distribuiu gratuitamente para quem foi ao evento.

## Prêmios[1]
| Categoria                                | Vencedor(es) | Outros indicados |
| ---------------------------------------- | --- | --- |
| Adaptação para os quadrinhos             | Os Sertões - a luta Carlos Ferreira e Rodrigo Rosa / editora Desiderata | - Clássicos da Literatura Disney - Classics Illustrated - Alice Através do Espelho (HQM) - Demônios (Peirópolis) - Histórias de Poe (ARX) - Memórias de um Sargento de Milícias (Ática) - Triste Fim de Policarpo Quaresma (Ática) |
| Caricaturista                            | Gustavo Duarte | Eleito pela comissão e pelo júri especial |
| Cartunista                               | Allan Sieber | Eleito pela comissão e pelo júri especial |
| Chargista                                | Angeli | - Alpino - Yahoo.net - Chico Caruso - O Globo/RJ - Dálcio - Correio Popular/SP - Duke - O Tempo e Super Notícia/MG - Jean - Folha de S.Paulo/SP - Pelicano - Bom Dia/SP |
| Desenhista estrangeiro                   | John Romita Jr. Kick-Ass e Reinado Sombrio | - Dave McKean (Mr. Punch) - David Small (Cicratizes) - Gilbert Hernandez (Birdland, uma Aventura dos Sentidos) - Kevin O'Neill (A Liga Extraordinária - Século: 1910) - P. Craig Russel (Coraline) - Pia Guerra ( Y: O Último Homem) |
| Desenhista nacional                      | Danilo Beyruth Bando de dois | - César Lobo (Triste Fim de Policarpo Quaresma) - Guazzelli (Demônios, A Escrava Isaura) - Laerte Coutinho (Muchacha) - Laudo Ferreira Jr. (Yeshuah) - Rafael Coutinho (Cachalote, Drink) - Roger Cruz (Xampu - Lovely Losers) |
| Destaque internacional                   | Fábio Moon e Gabriel Bá Daytripper | - Ed Benes (Action Comics / Birds of Prey / Green Lantern / Blackest Night) - Luke Ross (Captain America) - Mike Deodato (Secret Avengers / New Avengers) - Rafael Albuquerque (American Vampire) - Rafael Grampá (Strange Tales II) - Wander Antunes (Toute la Poussière du Chemin) |
| Destaque latino-americano                | La Fiesta Pagana editora La Rosca Cómics / Bolívia | Eleito pela comissão e pelo júri especial |
| Dissertação de Mestrado                  | História e teoria da arte, por Suehiro Maruo - o sublime e o abjeto como estética da existência Marcia Casturino / Escola de Belas Artes da Universidade Federal do Rio de Janeiro                                    | Eleito pela comissão e pelo júri especial |
| Edição especial estrangeira              | RanXerox Tanino Liberatore e Stefano Tamburini / editora Conrad | - As Incríveis Aventuras do Escapista (Devir) - Cicatrizes (Leya/Barba Negra) - Fracasso de Público - Desencontro de Titãs (Gal) - Mr. Punch (Conrad) - Notas sobre Gaza (Cia das Letras) - 676 Aparições de Killoffer (Leya/Barba Negra) |
| Edição especial nacional                 | Bando de dois Danilo Beyruth / editora Zarabatana | - As Aventuras de Sir Charles Mogadon & do Conde Euphates de Açafrão (Terceiro Nome) - Cachalote (Cia das Letras) - Loucas de Amor (Ideias a Granel) - Peixe Peludo (Conrad) - Yeshuah (Devir) - Xampu - Lovely Losers (Devir) |
| Editora do ano                           | Quadrinhos na Cia | - Conrad - Devir - Gal - Leya/Barba Negra - Panini - Zarabatana |
| Evento                                   | Rio Comicon Rio de Janeiro | Eleito pela comissão e pelo júri especial |
| Exposição                                | Zeróis - Ziraldo na tela grande Centro Cultural Banco do Brasil, Rio de Janeiro | Eleito pela comissão e pelo júri especial |
| Grande contribuição                      | Festa Literária Internacional de Paraty | Eleito pela comissão e pelo júri especial |
| Grande mestre                            | Paulo Caruso | Eleito pela comissão e pelo júri especial |
| Homenagem especial                       | Bar Tutti Giorni, frequentado pelos artistas gráficos de Porto Alegre | Eleitos pela comissão e pelo júri especial |
| Homenagem especial                       | Revista Ilustrar | Eleitos pela comissão e pelo júri especial |
| Livro teórico                            | Bienvenido - um passeio pelos quadrinhos argentinos Paulo Ramos / editora Zarabatana | - Almanaque de Desenhos Animados (Paulo Gustavo Pereira - Matrix) - Ciência em Quadrinhos - Imagem e texto em cartilhas educativas (Márcia Mendonça - Bagaço) - Elementos do Estilo Mangá (João Henrique Lopes Souza - Independente) - Entes Perpétuos - O Universo Onírico de Neil Gaiman (Heitor Pitombo - Kalaco) - A Guerra dos Gibis 2: Maria Erótica e o Clamor do Sexo, Imprensa, Pornografia, Comunismo e Censura na Ditadura Militar, 1964/1985 (Gonçalo Junior - Peixe Grande) - O Quadro nos Quadrinhos (Fabio Luiz Carneiro Mourilhe Silva - Multifoco) |
| Mídia sobre quadrinhos                   | Universo HQ | - Banca de Quadrinhos - Gibizada - Gibi Rasgado - HQ Maniacs - Impulso HQ - Mundo dos Super-Heróis |
| Novo talento (desenhista)                | Felipe Massafera Jambocks | - Caeto (Memória de Elefante) - João Montanaro (Cócegas no Raciocínio) - Jonatas Tobias (Cogumelos ao Entardecer) - Raphael Salimena (Pequenos Heróis) - Rodrigo Bueno (Peixe Peludo) - Thaís dos Anjos (Assim Falava Zaratustra) |
| Novo talento (roteirista)                | Daniel Galera Cachalote | - Antonio Vicente Seraphim Pietroforte (Mentahalos) - Estevão Ribeiro (Pequenos Heróis, Hector e Afonso - Os Passarinhos) - Jonatas Tobias (Cogumelos ao Entardecer) - Nathan Cornes (Zeladores) - Rafael Moralez (Peixe Peludo) - Thaís dos Anjos (Assim Falava Zaratustra) |
| Produção em outras linguagens            | Malditos Cartunistas documentário produzido por Daniel Garcia e Daniel Paiva | - A Super Comédia Canibal (show de comédia) - Kick-Ass - Quebrando Tudo (filme) - Laerte (mini-documentário) - Mulheres Alteradas (teatro) - Scott Pilgrim Contra o Mundo (filme) - Super-heróis - O Poderoso Livro Pop-up (livro) |
| Projeto editorial                        | Calendário Pindura 2011 vários artistas / editora Pégasus Alado | - Frankenstein e Vinte Mil Léguas Submarinas (Publifolha - Sam Ita) - Joaquim Nabuco - A Voz da Abolição (Massangana - Laílson) - NÓS - Dream Sequence Revisited (Balão Editorial - Mario Cau) - Quadrinhos Sacanas - O Catecismo Brasileiro no Traço dos Herdeiros de Carlos Zéfiro (Peixe Grande - Toninho Mendes [org.]) - Sketchbook - As Páginas Desconhecidas do Processo Criativo (POP - Cezar de Almeida e Roger Bassetto [coord. gráfica]) - Zélio - 50 Anos de uma Aventura Visual (Barbosa Lima Editores - Enock Sacramento)                             |
| Publicação de aventura / terror / ficção | Vertigo vários autores / editora Panini | - Batman Anual (Panini) - Invasão dos Mortos (Gal Editora) - J. Kendall - Aventuras de uma Criminóloga (Mythos) - Mágico Vento (Mythos) - O que Aconteceu ao Homem Mais Rápido do Mundo? (Gal Editora) - Starcraft - Linha de Frente (Conrad) |
| Publicação de caricaturas                | Bravo! Literatura & Futebol Ricardo Soares / editora Abril | Eleito pela comissão e pelo júri especial |
| Publicação de cartuns                    | Cócegas no raciocínio João Montanaro / editora Garimpo | - Catálogo Craques do Cartum na Copa (vários autores - Centro Cultural Banco do Brasil) - Graça na Praça (Uberti - L&PM) - Que Presente Inapresentável (Quino - Martins Fontes) - Tibica, o Defensor da Ecologia (Canini - Saraiva) - Tulípio (Eduardo Rodrigues e Paulo Stoker - Independente) - Ziraldo n'O Pasquim (Ziraldo - Globo) |
| Publicação de charges                    | Gibi do Glauco Glauco / Folha de S. Paulo | - Avenida Brasil - Enfim um País Sério (Paulo Caruso - Devir/Jacaranda) - Catálogo Craques do Cartum na Copa (vários autores - Centro Cultural Banco do Brasil) - Cócegas no Raciocínio (João Montanaro - Garimpo) - Lula Lá Parte 2 - A Sucessão (Chico Caruso - Devir/Jacaranda) - Retroscópio (Santiago - L&PM) - Ziraldo n'O Pasquim (Ziraldo - Globo) |
| Publicação de clássico                   | Peanuts Completo Charles Schulz / editora L&PM | - Ao Coração da Tempestade (Cia das Letras) - Fawcett (Devir) - Flash Gordon (Kalaco) - Metrópolis (New Pop) - Ranxerox (Conrad) - Tarzan - A Origem do Homem-Macaco e Outras Histórias (Devir) |
| Publicação de tiras                      | Níquel Náusea - a vaca foi pro brejo Fernando Gonsales / editora Devir | - As Cobras - Antologia Definitiva (Luís Fernando Verissimo - Objetiva) - Barô Barata (Jarbas - Independente) - Hector e Afonso - Os Passarinhos (Estevão Ribeiro - Balão Editorial) - Macanudo 3 (Liniers - Zarabatana) - Os Sousa (Mauricio de Sousa - L&PM) - Tiras de Letras (vários autores - Virgo) |
| Publicação erótica                       | Quadrinhos Sacanas - o catecismo brasileiro Toninho Mendes, organizador / editora Peixe Grande | - Birdland - Uma Aventura dos Sentidos (Arte Sequencial) - Bórgia 3 - As Chamas da Fogueira (Conrad) - Clic (Conrad) - Kama Sutra (Conrad) - Kiki de Montparnasse (Record) - Menthalos (Annablume) |
| Publicação independente de autor         | O Cabra Flávio Luiz | - Almanaque Meteoro (Roberto Guedes) - Anita Garibaldi - O Nascimento de uma Heroína (Custódio) - Crônicas da Pindahyba (Hilton Mercadante) - Pieces (Mario Cau) - Rafe - Resolvendo o Layout (Thiago Spyked) - Underground - Promessas de Amor a Desconhecidos Enquanto Espero o Fim do - Mundo (Pedro Franz) |
| Publicação independente de grupo         | Café Espacial Sergio Chaves e Lídia Basoli, editores | - Golden Shower - JAM - Revista A3 Quadrinhos - Samba - Subversos - Quadrix Comics |
| Publicação independente edição única     | Taxi Gustavo Duarte | - Afrohq: História e Cultura Afro-Brasileira e Africana em Quadrinhos (Danielle Jaimes e Roberta Cirne) - As Aventuras de Sir Charles Magadom & do Conde Euphrates de Açafrão (Artur Matuck, Carlos Matuck e Rubens Matuck) - Drink (Rafael Coutinho) - Atelier (Fábio Moon e Gabriel Bá) - Lucas da Vila de Sant'Anna da Feira (Marcos Franco, Marcelo Lima e Hélcio Rogério) - Um Outro Pastoreio (Indio San e dMart) |
| Publicação infantojuvenil                | Pequenos Heróis Estevão Ribeiro e vários desenhistas / editora Devir | - Banzo e Benito (Zarabatana) - Disney Big (Abril) - Monica y su Pandilla e Monica's Gang (Panini) - Mumin (Conrad) - Pequeno Vampiro e o Kung Fu (Jorge Zahar Editor) - Turma da Mônica Jovem (Panini) |
| Publicação mix                           | MSP+50 - Mauricio de Sousa por mais 50 artistas vários autores / editora Panini | - Golden Shower (Independente) - JAM (Independente) - Quebraqueixo, a Banda Desenhada (Independente) - Quebra-Queixo, Technorama (Quanta/Devir) - Samba (Independente) - Vertigo (Panini) |
| Roteirista estrangeiro                   | Joe Sacco Notas sobre Gaza | - Alan Moore (A Liga Extraordinária - Século: 1910) - Alejandro Jodorowsky (Bórgia) - Brian K. Vaughan (Os Escapistas, Y - O Último Homem, Ex-Machina) - José-Louis Bocquet (Kiki de Montparnasse) - Paul Jenkins (Guerra Civil Especial) - Warren Ellis (Red, Transmetropolitan) |
| Roteirista nacional                      | Danilo Beyruth O Quilombo Orum Aiê | - Alex Mir (O Mistério da Mula-sem-Cabeça) - Danilo Beyruth (Bando de dois) - Laudo Ferreira Jr. (Yeshuah) - Luiz Antonio Aguiar (Triste Fim de Policarpo Quaresma) - Roger Cruz (Xampu - Lovely Losers) - Wellington Srbek (Memórias Póstumas de Brás Cubas) |
| Salão e festival                         | 3º Salão Internacional de Humor da Amazônia Belém | Eleito pela comissão e pelo júri especial |
| Tese de Doutorado                        | Arquitetura e urbanismo, por Quem não chora não mama! - panorama do design gráfico brasileiro através do humor 1837-1931 José Mendes André / Universidade de São Paulo                                                | Eleito pela comissão e pelo júri especial |
| Tira nacional                            | Piratas do Tietê Laerte | - Amely (Pryscilla) - A Vida com Logan (Flávio Soares) - Níquel Náusea (Fernando Gonsales) - Ocre (Gilmar) - Quase Nada (Fábio Moon e Gabriel Bá) - Sic (Orlandeli) |
| Trabalho de Conclusão de Curso           | Letras, por Quixote de Cerveisner - estudo comparativo entre o capítulo VIII do Quixote de Cervantes e sua adaptação para os quadrinhos por Will Eisner Leonardo Poglia Vidal / Universidade do Vale do Rio dos Sinos | Eleito pela comissão e pelo júri especial |
| Web quadrinhos                           | Linha do Trem Raphael Salimena | - Dinamite & Raio-Laser (Samuel Fonseca) - Edibar (Lucio) - Nerdson (Kalisson Bezerra) - Notas sobre o Fim (Pedro Franz) - O Diário de Virgínia (Cátia Ana) - Zeladores (Mr. Guache e Nathan Cornes) |